# Adonisea scotii
Adonisea scotii là một loài bướm đêm trong họ Noctuidae.